# 永清镇 (安岳县)
永清镇，是中华人民共和国四川省资阳市安岳县下辖的一个乡镇级行政单位。2019年12月，撤销坪河乡，将其所属行政区域划归永清镇管辖。

## 行政区划
永清镇下辖以下地区：
武圣社区、大岩村、新光村、柑子村、三元村、鸣阳村、五桂村、流湖村、河店村、石墙村、箍井村、六角村、福堰村、石碾村、古房村、明二村、店子村、青华村、连山村、六碑村、盘龙村、新庄村、双山村、拦沟村和江桥村。